# Populonia

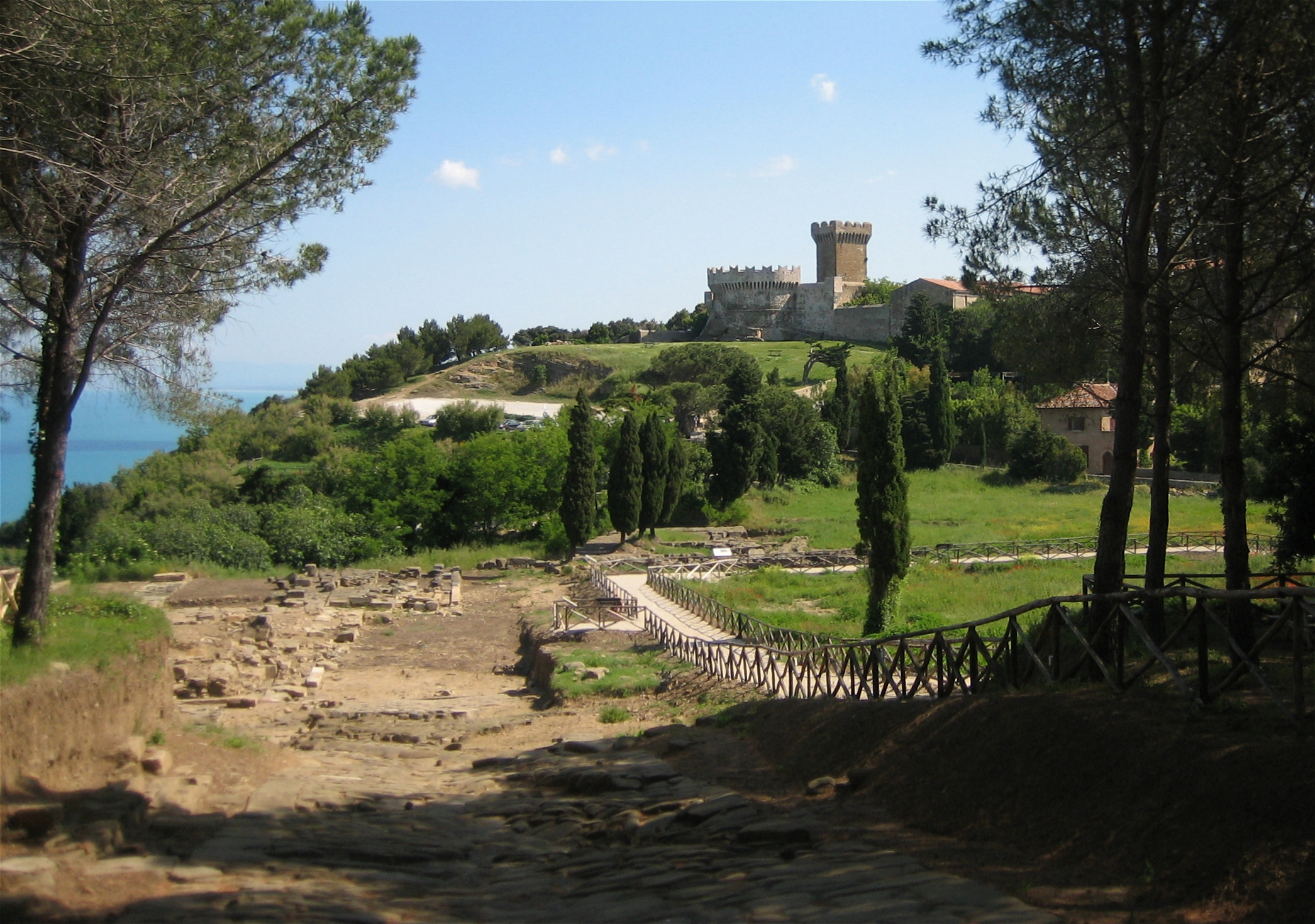
Ruiny dawnego miasta Populonia

Populonia (łac. Populoniensis) – stolica historycznej diecezji w Italii erygowanej w V wieku.
Współcześnie ruiny Populonii znajdują się w pobliżu miasta Piombino w Prowincji Livorno we Włoszech. Obecnie katolickie biskupstwo tytularne ustanowione w 1978 przez papieża Pawła VI.

## Biskupi tytularni
| Lp. | Biskup                 | Funkcja                  | Od                  | Do                   |
| --- | ---------------------- | ------------------------ | ------------------- | -------------------- |
| 1   | Francesco Marchisano   | urzędnik Kurii Rzymskiej | 6 października 1988 | 21 października 2003 |
| 2   | Anselmo Guido Pecorari | nuncjusz apostolski      | 29 listopada 2003   |                      |